# Clear Lake (Indiana)
Clear Lake es un pueblo ubicado en el condado de Steuben en el estado estadounidense de Indiana. En el Censo de 2010 tenía una población de 339 habitantes y una densidad poblacional de 55,09 personas por km².

## Geografía
Clear Lake se encuentra ubicado en las coordenadas 41°44′4″N 84°50′42″O / 41.73444, -84.84500. Según la Oficina del Censo de los Estados Unidos, Clear Lake tiene una superficie total de 6.15 km², de la cual 2.69 km² corresponden a tierra firme y (56.23%) 3.46 km² es agua.

## Demografía
Según el censo de 2010, había 339 personas residiendo en Clear Lake. La densidad de población era de 55,09 hab./km². De los 339 habitantes, Clear Lake estaba compuesto por el 98.82% blancos, el 0% eran afroamericanos, el 0% eran amerindios, el 0.88% eran asiáticos, el 0% eran isleños del Pacífico, el 0% eran de otras razas y el 0.29% pertenecían a dos o más razas. Del total de la población el 0.59% eran hispanos o latinos de cualquier raza.